# Lars Wall

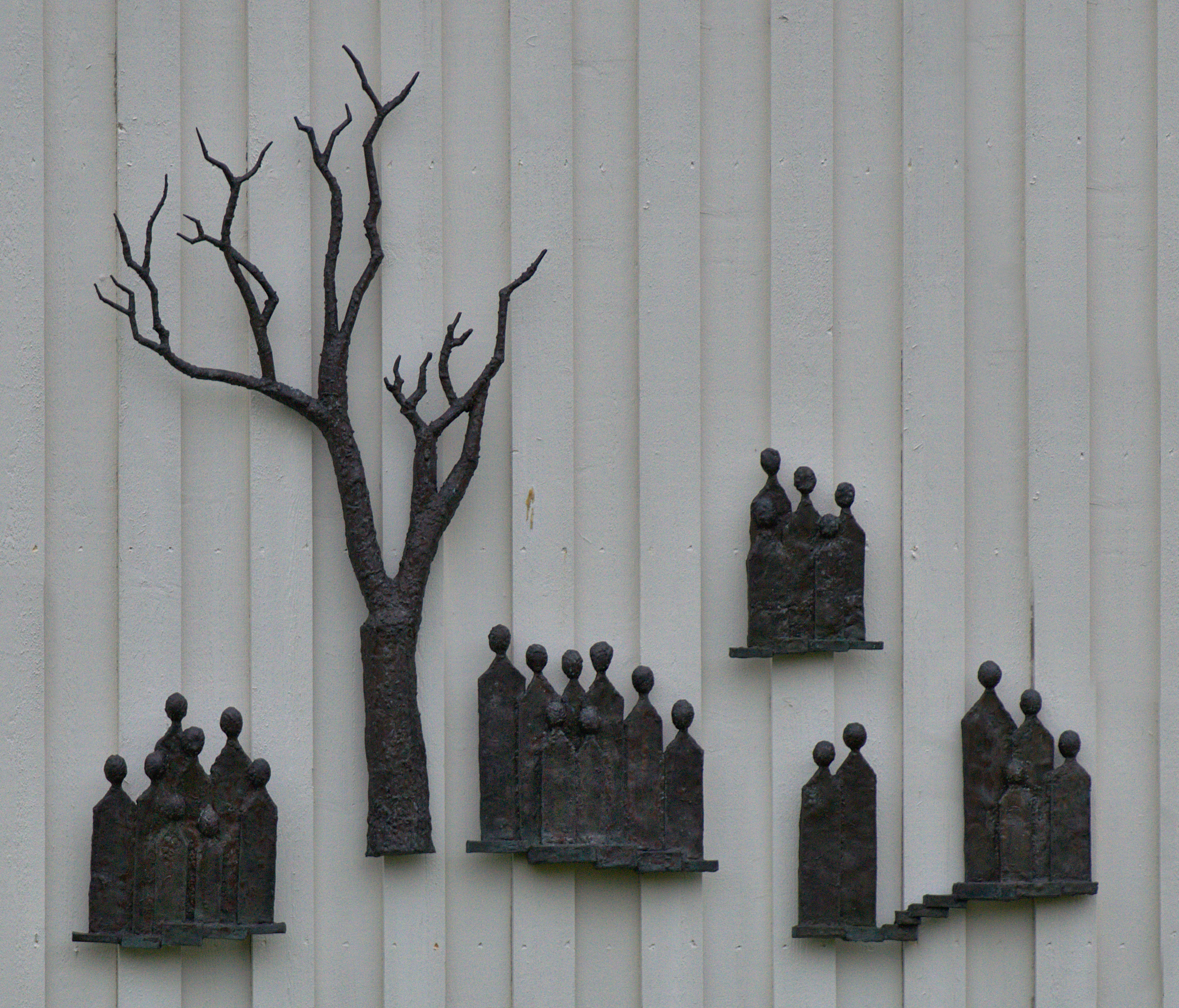
Vid kunskapens träd av Lars Wall i Strängnäs.

Lars Erik Wall, född 22 mars 1927 i Katrineholm, död 7 november 2018 i Åkers styckebruk, var en svensk skulptör och slöjdlärare.
Han var son till fabrikören Karl Henning Richard Wall och Alma Fredriksson och från 1952 gift med Berit Margareta Larsson. Wall utbildade sig först till modellsnickare och efter att han arbetat något år som modellsnickare studerade han vid Västerviks möbelsnickare- och bildhuggarskola 1950 med gesällexamen 1951 samma år avlade han även en slöjdlärarexamen och anställdes som slöjdlärare vid Katrineholms skolor. Wall är som konstnär autodidakt och arbetade i ett flertal material bland annat keramik, mosaik, koppar, lättbetong, järn men huvudsakligen använde han träslagen furu och teak. Separat ställde han bland annat ut i Bornholm, Torshälla, Motala och Katrineholm. Tillsammans med Åke Hellström och Per H. Nilsson i Gnesta 1965 och i sin ateljé i Stjärnehov tillsammans med Arne Isenius. Han medverkade i Sörmlandssalongerna 1961–1964 och Västra Sörmlands konstförenings utställningar på Katrineholms konstmuseum. Wall är representerad vid Katrineholms kommun med träskulpturer, Eskilstuna kommun samt vid Wiens musikaliska akademi. 